# Regering-Khuen-Héderváry II

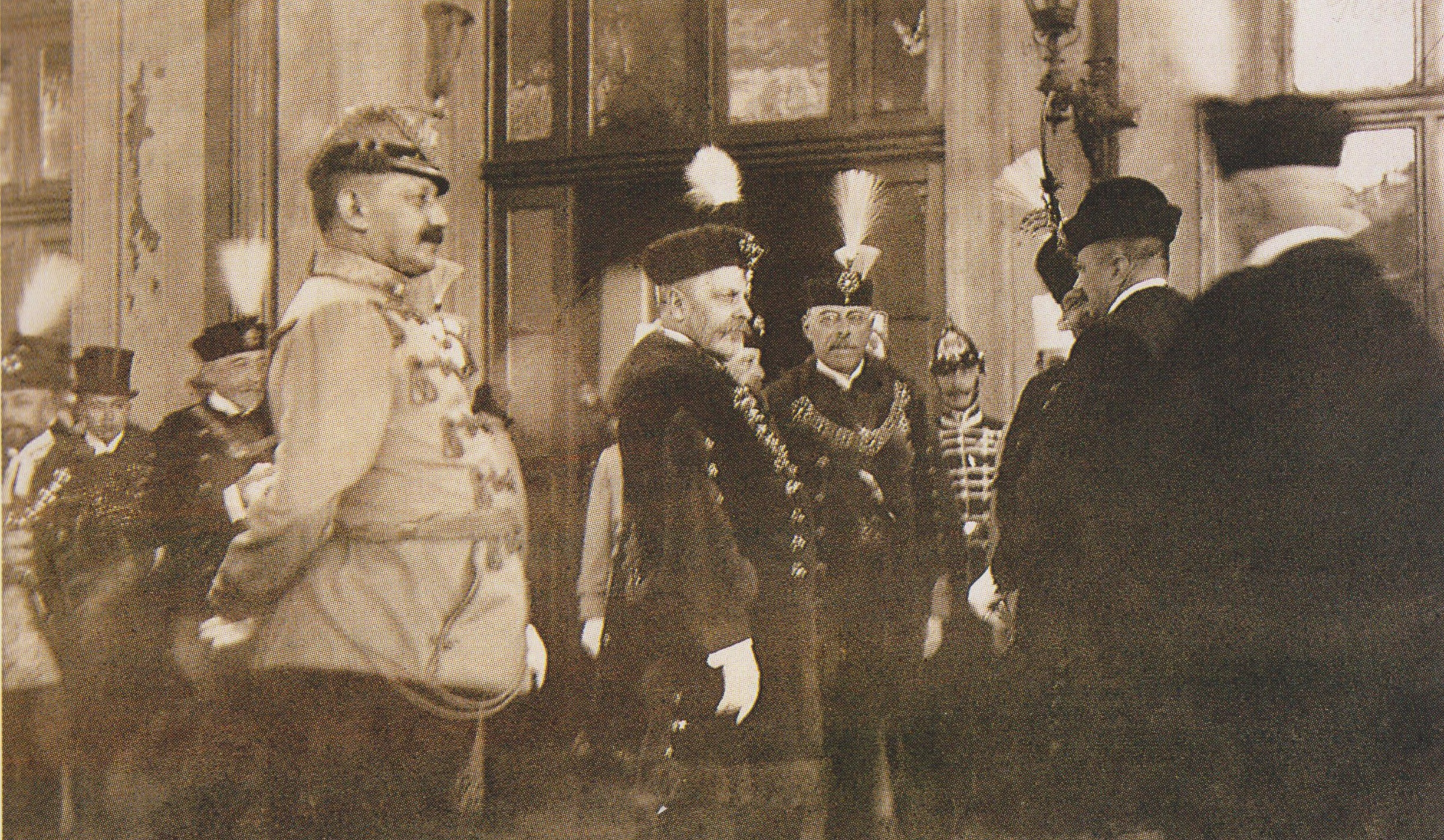
De regering-Khuen-Héderváry II bij haar eedaflegging in 1910. In het midden van de foto staat premier Khuen-Héderváry; links van hem in het lichtere uniform staat defensieminister Samu Hazai; rechts van de premier (met keten) staat László Lukács

De regering-Khuen-Héderváry II was de regering, onder leiding van graaf Károly Khuen-Héderváry, die Hongarije bestuurde van januari 1910 tot april 1912. Ze was de kleinste in de geschiedenis van het land, en telde op het moment van haar oprichting slechts zes ministers.

## Geschiedenis
De voormalige oppositiepartijen die zich in 1905 verenigd hadden als de "Coalitie" (de Onafhankelijkheidspartij, de Katholieke Volkspartij en de Nationale Grondwetpartij) en samen de regering-Wekerle II hadden gevormd, verloren de verkiezingen van 1910. Deze werden gewonnen door de Nationale Arbeidspartij, de opvolgerpartij van de Liberale Partij die in 1910 was opgericht.
Khuen-Héderváry, die in 1903 al na een viertal maandag moest aftreden als premier, probeerde deze keer de touwtjes stevig in handen te houden binnen zijn regering. Hij combineerde de ambten van premier, minister van Binnenlandse Zaken, minister naast de Koning en minister van Kroatisch-Slavoons-Dalmatische Aangelegenheden. Khuen-Héderváry kon geen einde stellen aan de obstructie door de oppositie die de Hongaarse politiek al jarenlang verlamde. Door de obstructie kreeg hij het militaire budget ook niet gestemd en trad hij af in april 1912.

## Samenstelling
| Functie en bevoegdheden | Naam                   | Termijn                         |  | Partij                  |
| --- | ---------------------- | ------------------------------- |  | ----------------------- |
| Premier Minister van Binnenlandse Zaken Minister naast de Koning Minister van Kroatisch-Slavoons-Dalmatische Aangelegenheden | Károly Khuen-Héderváry | 17 januari 1910 – 22 april 1912 |  | Nationale Arbeidspartij |
| Minister van Financiën | László Lukács          | 17 januari 1910 – 22 april 1912 |  | Nationale Arbeidspartij |
| Minister van Justitie | Ferenc Székely         | 17 januari 1910 – 22 april 1912 |  | Nationale Arbeidspartij |
| Minister van Defensie | Samu Hazai             | 17 januari 1910 – 22 april 1912 |  | Nationale Arbeidspartij |
| Minister van Godsdienst en Onderwijs                                                                                         | Ferenc Székely         | 17 januari 1910 – 1 maart 1910  |  | Nationale Arbeidspartij |
| Minister van Godsdienst en Onderwijs                                                                                         | János Zichy            | 1 maart 1910 – 22 april 1912    |  | Nationale Arbeidspartij |
| Minister van Landbouw | Béla Serényi           | 17 januari 1910 – 22 april 1912 |  | Nationale Arbeidspartij |
| Minister van Handel | Károly Hieronymi       | 17 januari 1910 – 4 mei 1911    |  | Nationale Arbeidspartij |
| Minister van Handel | László Lukács          | 4 mei 1911 – 18 oktober 1911    |  | Nationale Arbeidspartij |
| Minister van Handel | László Beöthy          | 18 oktober 1911 – 22 april 1912 |  | Nationale Arbeidspartij |